# 超神傳說
《超神傳說》是由前田俊夫創作的色情恐怖類型日本漫畫。該作品在1986年至1989年在《漫畫色情烏托邦》上連載，作品風格充斥情色、黑暗幽默、超自然現象。1987年起，這部作品被改編成一系列原創動畫錄影帶。亞洲影帶曾在香港推出含有部分集數的粵語版VCD合輯。
《超神傳說》被認為是促使觸手強姦逐漸普及的原因，1999年出版的《色情動畫電影指南》（The Erotic Anime Movie Guide）裡將這部作品稱為變態類型在發展期的作品之一，2005年時，該作品被英國第四台選入百大最佳動畫。

## 故事

### 漫畫
天邪鬼是惡魔與人類的混種，被放逐到地球，受大長老的命令尋找「超神」（隱藏在人類體內、具有無比力量的魔界之神），並因此與其它企圖對超神不利的惡魔交戰。

### 動畫
預言指出人界、魔界、獸人界將隨著超神的出現，合而為一並創造永遠的國度，天邪鬼為了確保這三個世界能順利融合，踏上尋找超神的旅程。